# Betty Cantor-Jackson
Betty Cantor-Jackson est une ingénieure du son et productrice étasunienne, née le 18 septembre 1948 en Californie. Elle est connue pour son travail d'enregistrement de concerts live pour les Grateful Dead des années 60 et jusqu'au début des années 1980 et compris l'album Cornell 5/8/77.

## Biographie

### Enfance et formation
Ayant grandi à Martinez, en Californie, Betty Cantor-Jackson développe un intérêt pour l'électronique. À ce sujet, elle déclare : « J'avais l'habitude de prendre des choses comme des radios et d'autres petits appareils électroniques s'ils ne fonctionnaient pas, de les ouvrir, de les manipuler, de les réparer et ils marchaient." .
Elle commence à programmer des spectacles pour son lycée, ce qui l'amene à promouvoir et à aider avec des spectacles de l'autre côté de la baie de San Francisco. Grâce à cela, elle rencontre des gens de la scène musicale underground qui lui apprennent à faire de l'ingénierie du son. Son implication dans la scène musicale et son intérêt pour le LSD l'ont amenée à rencontrer puis à commencer à travailler avec le Grateful Dead .

## L’ère Grateful Dead

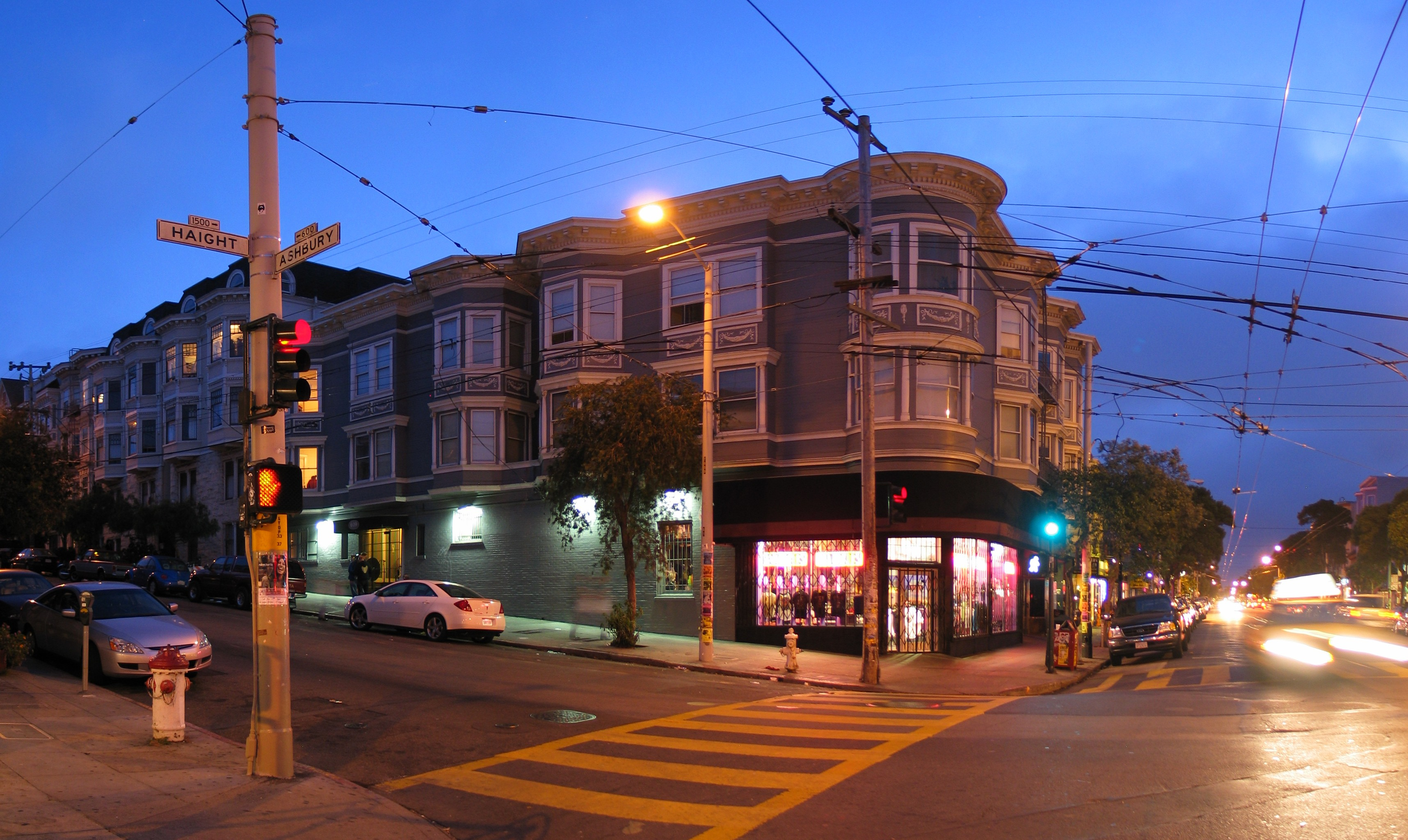
Intersection Haight et Ashbury à San Francisco

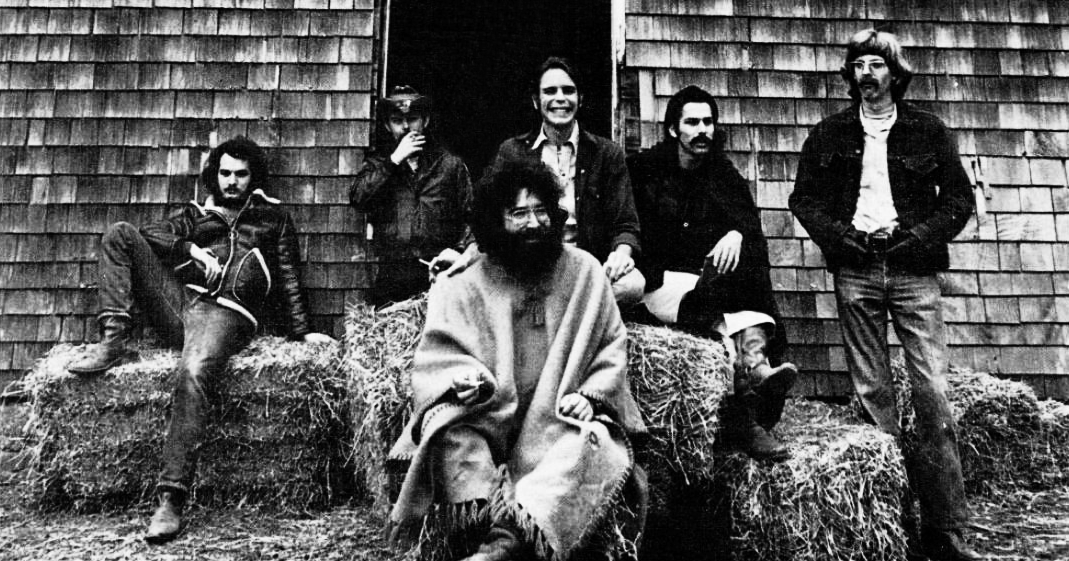
Grateful Dead (1970)

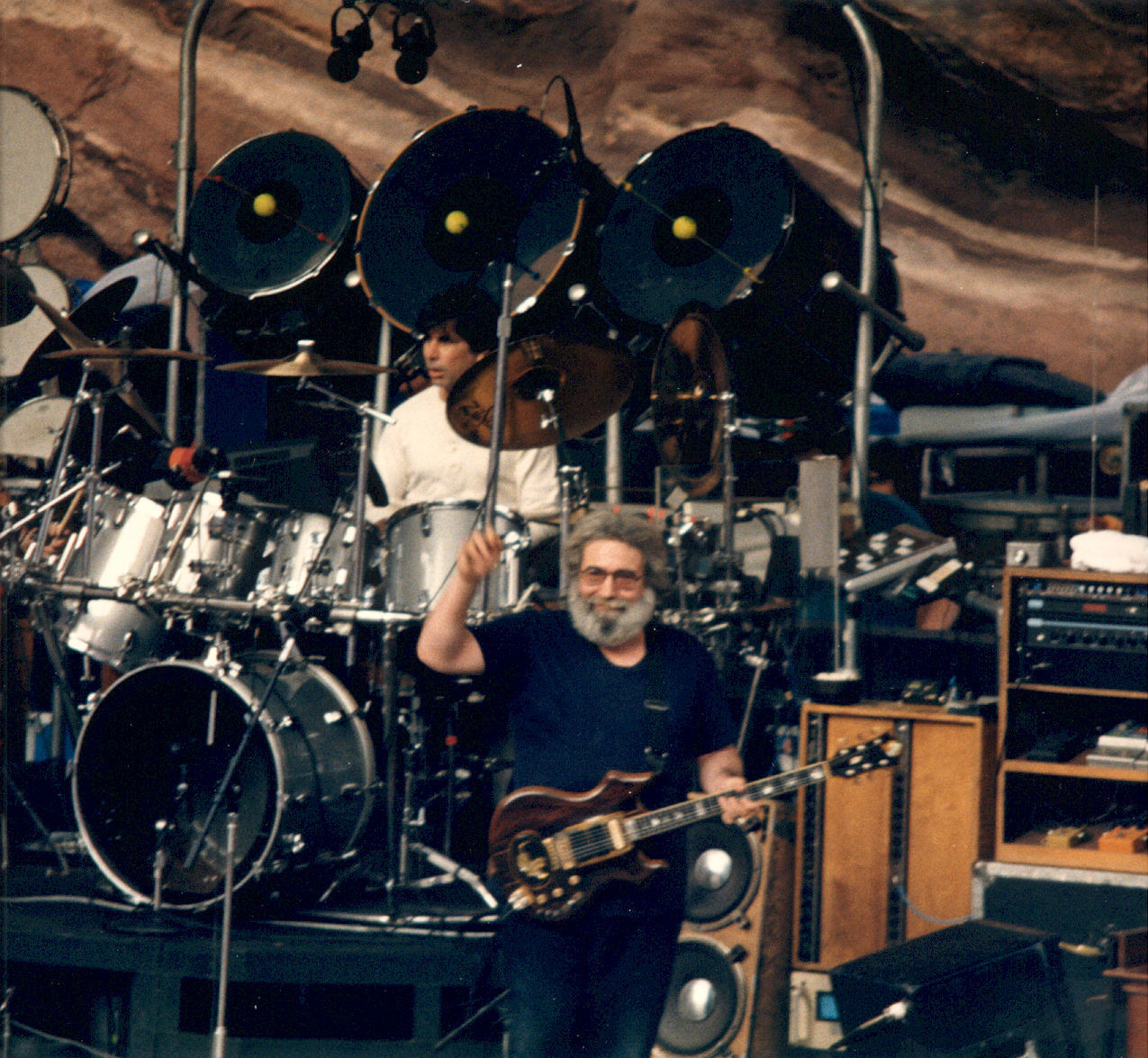
Jerry García et Mickey Hart

En 1968, Betty Cantor-Jackson commence par un apprentissage d'enregistrement sonore live avec Bob Matthews au Carousel de San Francisco, qui deviendra plus tard le Fillmore West. Les deux travaillent ensemble sur le deuxième album studio des Dead, Anthem of the Sun, la même année.  Après cela, ils mixent régulièrement et font les enregistrements live du groupe. Ils sont connus sous le nom de «Bob and Betty».
Quelques années plus tard, elle épouse le directeur de tournée Rex Jackson et ils continuent à enregistrer les concerts du groupe avec leurs propres cassettes et équipements. Après la mort de son mari dans un accident de voiture en 1976, Betty Cantor-Jackson est inscrite sur la liste du groupe en 1977 et 1978 pour enregistrer et aider à lscénographie.
Plus tard, elle commence à sortir avec le nouveau clavièriste des Grateful Dead, Brent Mydland. Après leur séparation, elle ne se sent pas la bienvenue au sein du groupe, déclarant: "Brent et moi nous sommes séparés après quelques années, la dernière année étant passée en studio à travailler sur son projet solo. Cela m'a mis dans la catégorie des redoutées « ex ». Je ne pensais pas que cela pouvait s'appliquer à moi, mais il était membre du groupe. Tout le monde était paranoïaque à l'idée de ma présence, donc je n'avais plus accès à mon studio ni au coffre-fort . Son dernier travail pour les Grateful Dead pendant cette période était l'album live de 1981 Dead Set. Pendant presque deux décennies, Betty Cantor-Jackson s'est chargée de l'enregistrement, en mixant la bande sonore directement sur une bande à deux pistes pendant que la musique était jouée.

## Les planches de Betty
Étant donné que Betty Cantor-Jackson utilisait souvent ses propres cassettes et équipements lors de l'enregistrement d'émissions, ils étaient en sa possession à moins qu'ils n'étaient déjà achetés par les Grateful Dead pour leurs propres sorties. Au milieu des années 80, elle est contrainte de saisir sa maison e déménage dans l'Oregon avec sa belle-famille pour devenir infirmière auxiliaire. Après avoir eu du mal à payer les frais de stockage de ses biens en Californie, ses espaces de stockage sont vendus aux enchères en 1986. Ceux-ci comprenaient plus de 1 000 cassettes de sa carrière d'ingénieur du son live, connues sous le nom de « Betty Boards ».  Il s'agissait pour la plupart d'enregistrements des Grateful Dead, mais incluaient des groupes tels que Legion of Mary, Kingfish, le Jerry Garcia Band, Old & In the Way et les New Riders of the Purple Sage .
Les Grateful Dead ont refusé de faire une offre pour les enregistrements, ce qui a conduit à la vente aux enchères des lots de stockage au public. Trois parties distinctes se sont retrouvées en possession des bandes ; aucun d’entre eux n’était fan de Grateful Dead. Une partie les a conservés dans un casier de stockage depuis l’achat. La deuxième partie, un couple anonyme, a demandé à un ami d'enregistrer les bandes sur cassette, bobine à bobine, afin de les distribuer. Ce dernier, professeur de lycée, les a gardés dans sa grange pendant des années où ils se sont décomposés, avant de faire appel à Rob Eaton, guitariste du groupe hommage aux Grateful Dead, Dark Star Orchestra, pour l'aider à les restaurer. Plus de 200 bandes ont été restaurées et archivées numériquement, soit un total de près de 100 heures de musique. Les Grateful Dead ont offert au propriétaire 100 000 $ pour les cassettes, mais il a refusé de les vendre pour moins d'un million de dollars.  Rob Eaton a ensuite contacté d'autres propriétaires pour restaurer également leurs bandes, concluant des accords avec l'un des autres propriétaires principaux en 2014.
Cependant, plusieurs de ces bandes ont depuis été commercialisées. Le plus remarquable d'entre eux est Cornell 5/8/77, un concert au Barton Hall de l'Université Cornell. Largement considéré comme l'un des meilleurs spectacles des Grateful Dead et l'un des meilleurs enregistrements live du groupe. En 2012, il a été ajouté au National Recording Registry de la Bibliothèque du Congrès pour son « importance culturelle, historique ou esthétique, et/ou pour informer ou refléter la vie aux États-Unis» .

## Carrière après l'époque avec les Grateful Dead

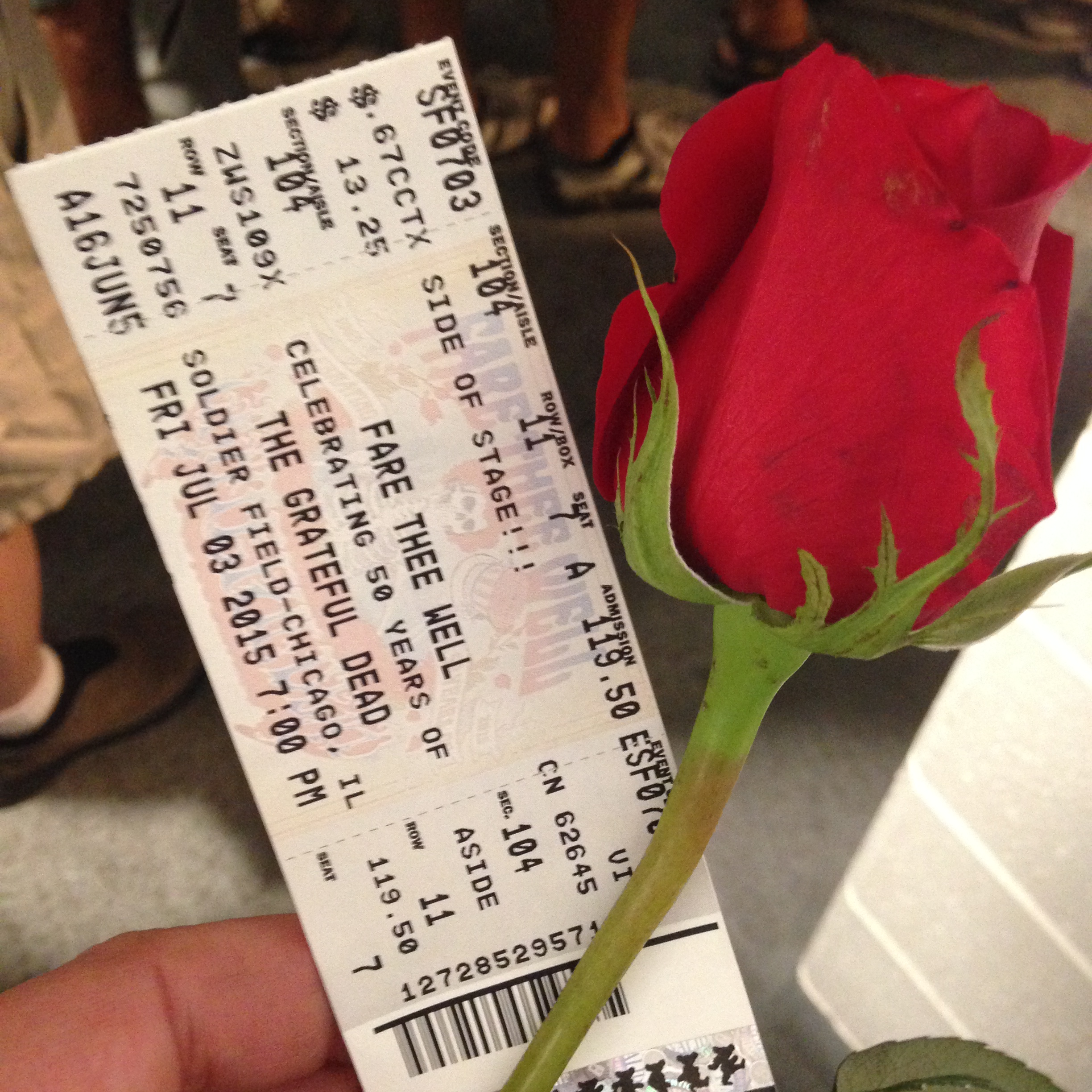
Fare Thee Well - Celebrating 50 Years of the Grateful Dead billet de concert

Betty Cantor-Jackson arrête d'enregistrer des spectacles en 2011, lorsqu'on lui demande de gérer la scène pour la fête du 70e anniversaire de Wavy Gravy et son concert-bénéfice. Le nouveau groupe de l'ancien leader des Black Crowes, Chris Robinson, Chris Robinson Brotherhood, jouait le spectacle. Betty Cantor-Jackson adore le groupe et insisté pour enregistrer leurs futurs spectacles. Ces enregistrements se sont transformés en une série d'albums live appelés Betty's Blends. Elle a également mixé et masterisé pour le groupe Midnight North en 2015.
Depuis août 2019, elle est ingénieure et directrice de production et de tournée du groupe et de la chorale de l'Église Méthodiste Unie Glide Memorial. Elle parle encore à certains membres du groupe et de l'équipe des Grateful Dead  et est allée à un spectacle à Santa Clara lors de leur tournée très médiatisée du 50e anniversaire .